# سوزان سیانی
سوزانه چیانی (متولد ۴ ژوئن ۱۹۴۶) نوازنده، طراح صدا، آهنگساز و مدیر اجرایی ضبط صدا است که در اوایل دهه ۱۹۷۰ با موسیقی الکترونیک ابتکاری و جلوه‌های صوتی خود برای فیلم‌ها و تبلیغات تلویزیونی موفقیت اولیه را به دست آورد. زندگی حرفه ای وی شامل آثاری با صدای چهارسویه بوده‌است.
 وی پنج بار نامزد جایزه گرمی بهترین آلبوم عصر جدید شده‌است. موفقیت او در موسیقی الکترونیک لقب "Diva of the Diode" و "America's first female synth hero" را به وی داده‌است.

## اوایل زندگی
سیانی در بیمارستان ارتش در ایندیانا به دنیا آمد. وی در کوینسی، ماساچوست، حومه جنوبی بوستون بزرگ شد. او چهار خواهر و ریشه ایتالیایی دارد. پدرش پزشک بود و از شش سالگی شروع به نواختن پیانو کرد.
از سال ۱۹۶۴ تا ۱۹۶۸، سیانی هنرهای لیبرال سنتی را در کالج ولزلی در نزدیکی ولزلی تحصیل کرد و در آنجا آموزش موسیقی کلاسیک را فرا گرفت. وی همچنین کلاسهای شبانه را گذراند، یکی از این کلاسها در مؤسسه فناوری ماساچوست که یکی از مراکز علمی معتبر جهان در شهر کمبریج، ایالت ماساچوست است بود، جایی که برای اولین بار در مورد فناوری موسیقی آموخت. یکی از هنرمندانی که وی از او به عنوان تأثیرگذار بزرگ یاد کرد، ایلزه بینگ عکاس آلمانی است که به همراه آهنگسازان موسیقی کلاسیک و پیانیست و آهنگساز کانادایی گلن گولد شعر و نقاشی‌هایی را برای قطعه "Lumière" ارائه داد.

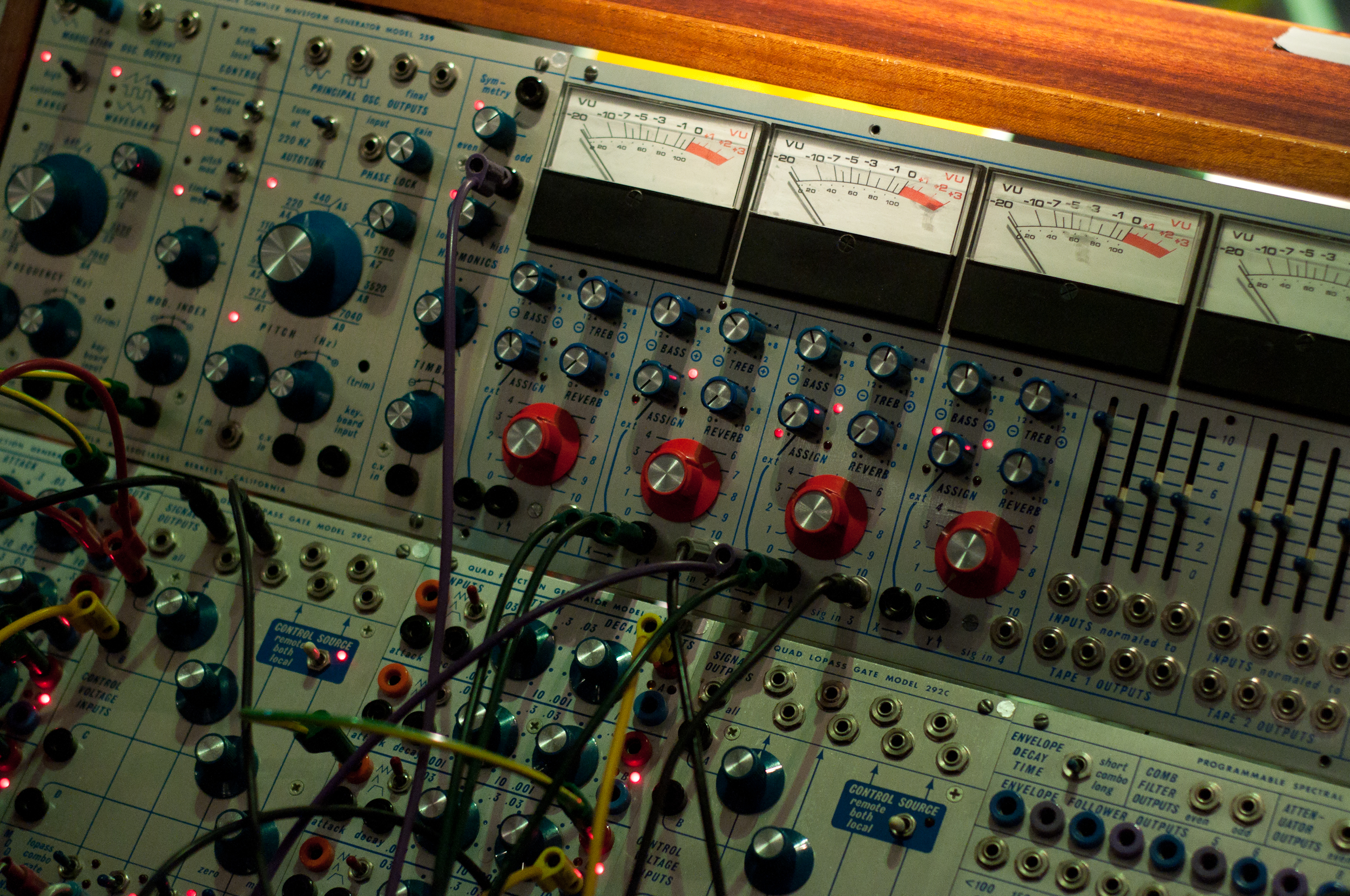
یک سینت سایزر مدولار بوچلا ۲۰۰

سیانی از سال ۱۹۶۸ تا ۱۹۷۰ برای کارشناسی ارشد در رشته آهنگ سازی در دانشگاه کالیفرنیا، برکلی تحصیل کرد. در سال اول زندگی خود، او در آن زمان از طریق دوست پسر خود با مخترع و پیشگام سینت سایزر، Don Buchla آشنا شد و تحت تأثیر سینتی سایزر مدولار آنالوگ وی، Buchla، که در آن زمان رقیب سینث‌سایزر موگ بود، بسیار تحت تأثیر قرار گرفت.

## حرفه

### 2000s - حال
در اوایل سال ۲۰۰۶، کشتی نقره ای سیانی در پنجمین دوره جوایز موسیقی مستقل سالانه برای بهترین آلبوم عصر جدید برنده شد. 
سیانی همچنین عضو مقدماتی هیئت داوران جوایز موسیقی مستقل برای حمایت از هنرمندان مستقل بود.
سیانی در گروه جاز عصر جدید، The Wave اجرا کرد.
در سال ۲۰۱۶، سیانی Sunergy را با همکاری و با استفاده از سینت سایزر Buchla با نوازنده کیتلین اورلیا اسمیت، به عنوان بخشی از RVNG بین‌المللی. سری FRKWYS منتشر کرد.
در مه ۲۰۱۷، سیانی اولین زنی شد که جایزه نوآوری موسیقی Moog را در جشنواره الکترونیکی سالانه Moogfest دریافت می‌کند.

## زندگی شخصی
در سال ۱۹۹۲، سیانی مبتلا به سرطان پستان شد که پس از درمان‌های موفقیت‌آمیز با اشعه و جراحی بهبود یافت. این خبر باعث شد که وی از شهر نیویورک به کالیفرنیا نقل مکان کند و از آن زمان در جامعه ساحلی بولیناس، کالیفرنیا اقامت دارد.
از ۱۹۹۴ تا ۲۰۰۰، سیانی با تهیه‌کننده و وکیل جوزف اندرسون ازدواج کرد. این ازدواج به طلاق انجامید.